# سیارک ۶۵۹۹
سیارک ۶۵۹۹ (به انگلیسی: 6599 Tsuko، نامگذاری:1988PV) شش هزار و پانصد و نود و نهمین سیارک کشف شده‌است که در ۸ اوت ۱۹۸۸ کشف شد.
قدر مطلق سیارک برابر ۱۳٫۶۰ است.